# Prowincja Bokéo
Bokéo (laot. ບໍ່ແກ້ວ) – prowincja w Laosie, znajdująca się w północnej części kraju. Graniczy z Birmą i Tajlandią.
Prowincja została utworzona w 1983 roku z części prowincji Louang Namtha. Stolicą prowincji jest miasto Ban Houayxay położone nad rzeką Mekong. Prowincja jest bogata w kamienie szlachetne i półszlachetne.

## Podział administracyjny
Prowincja Bokéo dzieli się na sześć dystryktów:
1. Houixai
2. Meung
3. Paktha
4. Pha Oudom
5. Tonpheung.